# Yasemin Adar
Yasemin Adar (Balıkesir, 6 de dezembro de 1991) é uma lutadora de estilo-livre turca, medalhista olímpica.

## Carreira
Adar participou dos Jogos Olímpicos de Verão de 2020 em Tóquio, onde participou do confronto de peso pesado, conquistando a medalha de bronze após derrotar a quirguiz Aiperi Medet Kyzy.